# Тампль

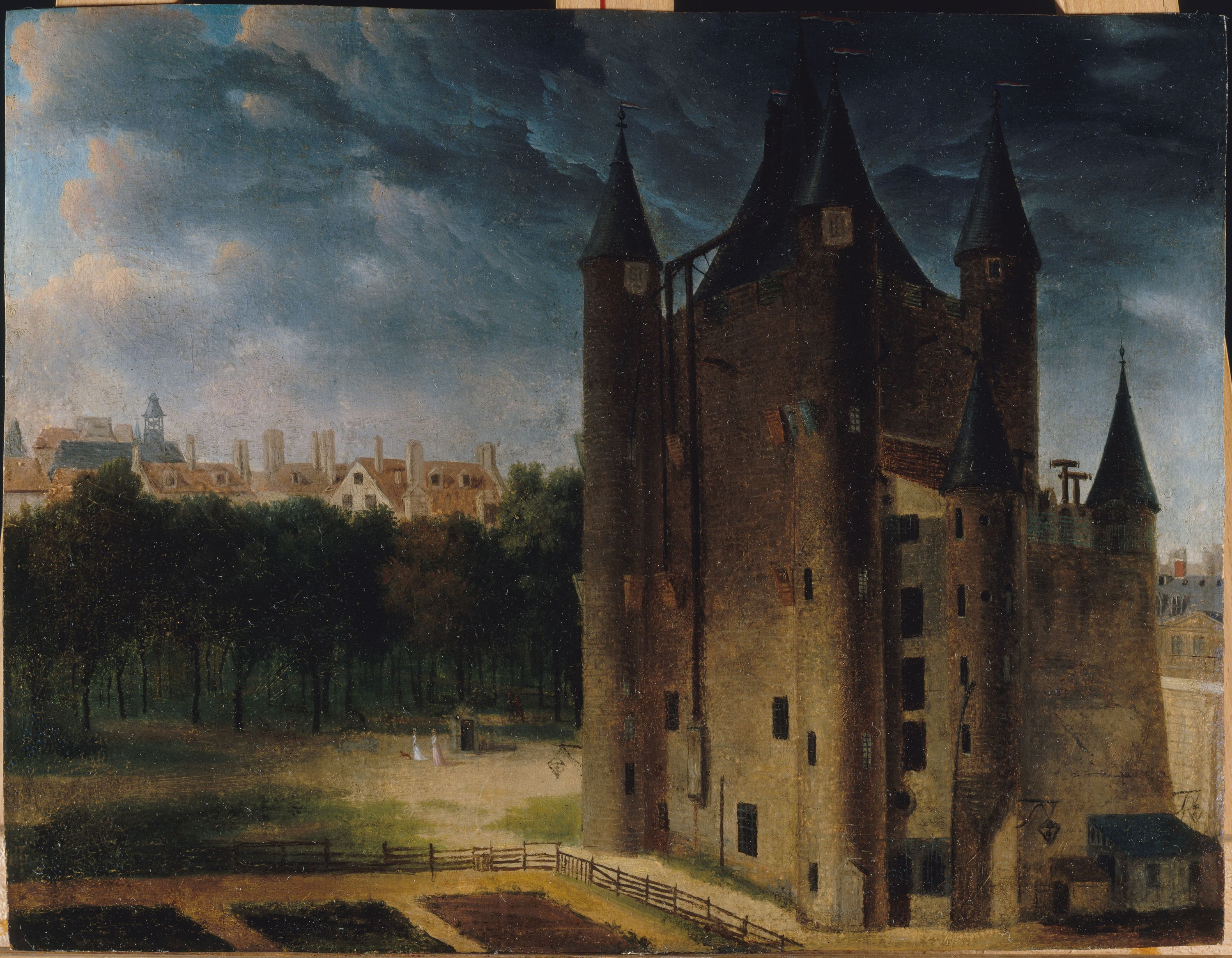
Тюрьма Тампль

Тампль (фр. Tour du Temple) — средневековая крепость в Париже, располагавшаяся на территории современных округов II и III.

## История
Замок основан в 1222 году Губертом, казначеем ордена тамплиеров (храмовников). Не прошло и века после завершения строительства, когда в 1312 году Филипп Красивый отобрал замок и заточил в него последнего магистра ордена Жака де Моле. Тампль был также местом заточения первого министра Франции Ангеррана де Мариньи в 1315 году. 
Его сын, Филипп Длинный, отдал замок Клеменции, вдове своего предшественника Людовика Сварливого, в обмен на Венсенский замок (Клеменция скончалась в Тампле в возрасте 35 лет). В XVIII в. замок был перестроен, и в нём жили то принц Конти, то малолетний герцог Ангулемский. В замке-дворце проходили балы и концерты, однажды там выступал Моцарт.
После революции Тампль, уже в качестве тюрьмы, заменил Бастилию. В глазах монархистов Тампль стал символом «казни» французской монархии и местом паломничества и поэтому в 1808—1810 годах, по указанию Наполеона I, крепость была разрушена. Ныне на её месте находятся сквер и станция метро.

## Великая Французская революция
Во времена Великой Французской революции Тампль служил тюрьмой для французских королевских семей. Королевскими особами, заключёнными в Тампле, были:
- Король Людовик XVI, который 21 января 1793 года был гильотинирован на Площади Революции (ныне Площадь Согласия);
- Королева Мария-Антуанетта — супруга Людовика XVI, которая 1 августа 1793 года была направлена из башни замка в тюрьму Консьержери, откуда она также последовала на гильотину;
- Мадам Елизавета, которая была заключена в башне на протяжении 21 месяца, после чего она была направлена в Консьержери, и на следующий день обезглавлена;
- Людовик XVII — сын Марии Антуанетты и Людовика XVI, умерший в башне 8 июня 1795 года, в возрасте 10 лет;
- Принцесса Мария Тереза, которая содержалась в башне на протяжении 3 лет и 4 месяцев, затем была выкуплена австрийцами.